# مون این‌گوک
مون این‌گوک (انگلیسی: Mun In-guk؛ زادهٔ ۲۹ سپتامبر ۱۹۷۸) یک بازیکن فوتبال اهل کره شمالی است.
وی همچنین در تیم‌های ملی فوتبال کره شمالی بازی کرده‌است.